# Anomiopus palmispinus
Anomiopus palmispinus là một loài bọ cánh cứng trong họ Bọ hung (Scarabaeidae).